# Flughafen Menorca

i8
i11
i13
Der Flughafen Menorca (spanisch Aeropuerto de Menorca; IATA-Code: MAH, ICAO-Code: LEMH) auf der Insel Menorca ist einer von drei internationalen Verkehrsflughäfen auf den Balearen (neben Palma de Mallorca und Ibiza). Er liegt 4,5 km südwestlich der Inselhauptstadt Maó. Der Flughafen ersetzte 1969 den Flugplatz San Luis, der heute der allgemeinen Luftfahrt dient.

## Flughafenanlagen

### Start- und Landebahn
Der Flughafen Menorca verfügt über eine Start- und Landebahn. Sie trägt die Kennung 01/19, ist 2.550 Meter lang, 45 Meter breit und hat einen Belag aus Asphalt.

### Passagierterminal
Das Passagierterminal des Flughafens hat eine Kapazität von 4 Millionen Passagieren pro Jahr. Es ist mit 16 Flugsteigen und fünf Fluggastbrücken ausgestattet.

## Fluggesellschaften und Ziele
Die fünf wichtigsten Fluggesellschaften waren im Jahr 2019 Vueling Airlines, Air Nostrum, easyJet, TUI Airways und Jet2.com. 2019 gingen rund 52 Prozent des Fluggastaufkommens auf Billigfluggesellschaften zurück.
Der Flughafen hat einen vorwiegend touristischen Charakter und ist vor allem in den Sommermonaten Ziel europäischer Charterflüge. Darüber hinaus bestehen regelmäßige Linienflugverbindungen insbesondere auf das spanische Festland sowie zu weiteren europäischen Zielen. Die meisten Passagiere nach Menorca verzeichneten im Jahr 2019 dabei Spanien, das Vereinigte Königreich und Italien.

## Verkehrszahlen
| Jahr  | Fluggastaufkommen | Luftfracht (Tonnen) | Flugbewegungen |
| ----- | ----------------- | ------------------- | -------------- |
| 2024* | 4.172.136         | 596                 | 36.949         |
| 2023  | 4.045.211         | 688                 | 35.667         |
| 2022  | 3.900.935         | 772                 | 36.070         |
| 2021  | 2.325.323         | 889                 | 26.134         |
| 2020  | 1.076.952         | 967                 | 14.570         |
| 2019  | 3.495.025         | 1.239               | 31.594         |
| 2018  | 3.442.742         | 1.222               | 31.370         |
| 2017  | 3.434.615         | 1.374               | 30.293         |
| 2016  | 3.178.284         | 1.391               | 31.252         |
| 2015  | 2.867.521         | 1.502               | 28.687         |
| 2014  | 2.632.616         | 1.422               | 24.716         |
| 2013  | 2.565.462         | 1.636               | 24.419         |
| 2012  | 2.545.942         | 1.793               | 25.533         |
| 2011  | 2.576.200         | 2.071               | 28.042         |
| 2010  | 2.511.629         | 2.400               | 28.358         |
| 2009  | 2.433.666         | 2.621               | 28.189         |
| 2008  | 2.605.932         | 3.244               | 31.804         |
| 2007  | 2.776.458         | 3.669               | 33.802         |
| 2006  | 2.690.992         | 3.687               | 32.921         |
| 2005  | 2.590.733         | 3.829               | 29.428         |
| 2004  | 2.631.334         | 3.975               | 29.538         |
| 2003  | 2.704.038         | 3.705               | 32.388         |
| 2002  | 2.733.733         | 3.954               | 32.259         |
| 2001  | 2.825.147         | 4.206               | 32.787         |
| 2000  | 2.772.337         | 4.528               | 32.348         |

* 2024: Vorläufige Daten

## Zwischenfälle
- Am 18. Februar 1990 schlug eine Douglas DC-9-32 der spanischen Aviaco (Luftfahrzeugkennzeichen EC-BIQ) beim Versuch des Durchstartens auf dem Flughafen Menorca mit + 3,56 g extrem hart auf der Landebahn auf. Die Piloten kehrten nach Palma de Mallorca zurück, wo eine sichere Landung durchgeführt werden konnte. Allerdings war das Flugzeug irreparabel beschädigt. Alle 89 Insassen, sieben Besatzungsmitglieder und 82 Passagiere, überlebten den Unfall.[8]